# Crosta terrestre
| Escudos Plataformas (escudos com cobertura sedimentar) Cadeias orogénicas Bacias tecto-sedimentares Grandes províncias ígneas Crusta adelgaçada | Crusta oceânica: 0–20 Ma 20–65 Ma >65 Ma |

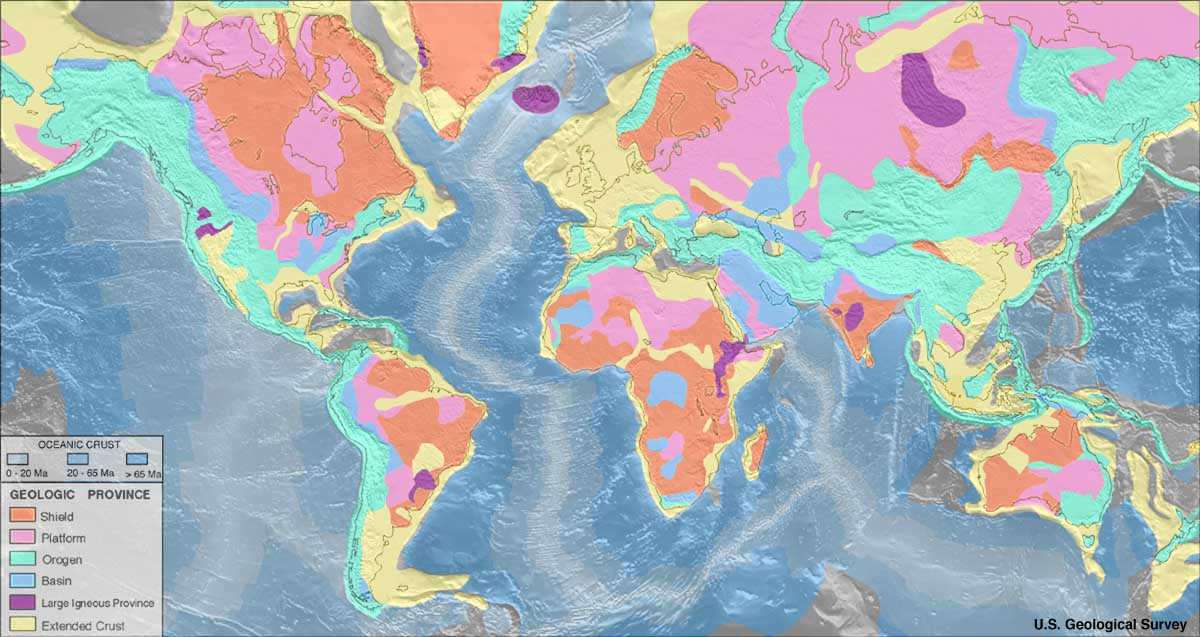
Províncias geológicas da Terra (USGS)
Escudos
Plataformas (escudos com cobertura sedimentar)
Cadeias orogénicas
Bacias tecto-sedimentares
Grandes províncias ígneas
Crusta adelgaçada
Crusta oceânica:
0–20 Ma
20–65 Ma
>65 Ma

A crosta terrestre é a camada mais externa ou crosta do planeta Terra. É a parte superior da litosfera, com uma espessura variável de 5 a 70 km. A crosta é constituída principalmente por basalto e granito e fisicamente é menos rígida e mais fria do que o manto e o núcleo da Terra.

## Constituição da Crosta
A crosta terrestre é subdividida em crosta oceânica ou marítima, de constituição máfica, composta por minerais ricos em ferro e magnésio, e crosta continental, de constituição félsica, rica em silício, alumínio e potássio.
A crosta oceânica, com espessura de 7 a 10 km, é constituída essencialmente por basalto, enquanto  que a crosta continental, com espessura de 20 a 70 km, é constituída majoritariamente por granito. A crosta oceânica é mais densa do que a crosta continental, por conter mais ferro em sua composição.
Estudos mostraram que abaixo da crosta a velocidade das ondas P aumenta bruscamente para 8 km/s, indicando a existência de uma descontinuidade composicional a esta profundidade. Esta fronteira denomina-se descontinuidade de Mohorovičić, e separa a crosta do manto.
Este aumento brusco da velocidade das ondas sísmicas sugere que o manto é mais rígido e denso do que a crosta; o que é consistente com diversos dados petrológicos.
O mecanismo que permite que a crosta menos densa flutue sobre o manto, tal como um iceberg flutua no oceano, é descrito pelo princípio da isostasia.
De fato, o conceito de mobilidade é relativo: uma rocha pode ser considerada dura e sólida para um observador humano, mas possuir um comportamento de fluido no longo prazo (centenas a milhares de anos). No manto, logo abaixo da litosfera, há uma zona de baixa velocidade das ondas sísmicas (entre 100 e 200 km de profundidade), situada no topo da astenosfera. Nesta zona as rochas encontram-se parcialmente fundidas (menos de 1%), uma vez que o aumento da temperatura nessa zona ultrapassa a curva de fusão de alguns minerais das rochas mantálicas.
Esta fusão parcial das rochas da astenosfera superior, ainda que muito pequena, provoca uma diminuição da rigidez dessas rochas, que apresentam um comportamento fluido à escala geológica. Isto resulta no estabelecimento de correntes de convecção, que permitem o deslizar das placas litosféricas num fenômeno designado por deriva continental que está na origem da teoria da tectônica de placas.
O deslocamento das placas tectônicas provocado por deriva continental é quase insignificante à escala humana: poucos centímetros por ano.
F. W. Clarke calculou que 47% da crosta é constituída por oxigênio. A sua composição é majoritariamente de óxidos combinados, sendo os principais o silício, o alumínio, o ferro, o cálcio, magnésio, potássio e óxidos de sódio. A sílica é o principal componente da crosta, e está presente sob a forma de minerais de sílica nas rochas ígneas e metamórficas. Através do cálculo de 1672 análises feitas em diferentes rochas, F. W. Clarke elaborou a seguinte tabela em que as massas estão expressas em média percentual:
| Óxidos | Porcentagem |
| ------ | ----------- |
| SiO2   | 59,71       |
| Al2O3  | 15,41       |
| CaO    | 4,90        |
| MgO    | 4,36        |
| Na2O   | 3,55        |
| FeO    | 3,52        |
| K2O    | 2,80        |
| Fe2O3  | 2,63        |
| H2O    | 1,52        |
| TiO2   | 0,60        |
| P2O5   | 0,22        |
| Total  | 99,22       |